# CSI: Miami
CSI: Miami es una serie de televisión estadounidense creada por Anthony E. Zuiker y producida por Jerry Bruckheimer acerca del trabajo criminalístico en el Departamento de Policía de Miami-Dade. Es la primera serie derivada de la original CSI: Las Vegas (2000), a la que seguiría CSI: Nueva York (2004). La serie se emitió en el canal CBS durante casi una década, constando de diez temporadas y 232 capítulos.
La serie fue creada por Anthony E. Zuiker y producida por Jerry Bruckheimer, al igual que la original. La presentación de esta se dio a conocer en el penúltimo capítulo de la segunda temporada de CSI: Las Vegas, en el que el grupo de la ciudad del juego se cruzaba con los protagonistas de CSI: Miami para detener a un asesino que guía al equipo de Las Vegas hasta Miami.[cita requerida]
A pesar de estar ambientada en Miami, CSI: Miami se grabó en Los Ángeles. Solo la segunda unidad, las tomás aéreas y los rascacielos se rodaron en Miami.
Según un estudio realizado por Informa Telecoms & Media Limited en el año 2006, CSI: Miami era la serie de televisión estadounidense más vista del mundo. La serie fue distribuida mundialmente por Alliance Atlantis.

## Argumento
El Laboratorio del CSI de la Policía de Miami afronta cada investigación desde el análisis forense de la escena del crimen, combinando el uso de métodos científicos con el trabajo policial. Integrado por un equipo altamente calificado dirigido por el Teniente Horatio Caine (David Caruso), conocido como «H» o «con H de Honesty» como Supervisor del turno de día, tiene entre sus principales integrantes a Calleigh Duquesne, una experta en balística; Eric Delko, investigador experto en el análisis de fibras; Ryan Wolfe, Natalia Boa Vista y Walter Simmons. Junto a ellos, también trabaja el detective de homicidios de la Policía, Frank Tripp.[cita requerida]
La serie refleja también la compleja situación de la ciudad de Miami, combinando los casos de investigación policial con los derivados de la presencia de diversas bandas de procedencia extranjera.[cita requerida]

## Cancelación
El 1 de febrero de 2012, CBS anunció que la décima temporada de CSI: Miami tendría su orden de episodios reducido a 19, con el fin de hacer espacio en el calendario para el reemplazo de mitad de temporada NYC 22. El 13 de mayo de 2012, CSI: Miami fue cancelada.[cita requerida]
Procter dijo más tarde que «la cancelación fue un poco impactante para todos porque habían dado una indicación de que CSI: NY podría irse, por lo que la gente habría estado preparada y nosotros simplemente no estábamos preparados».  Procter había comentado previamente sobre la longevidad de la serie, y comentó: «Recuerdo estar sentado con David en el estacionamiento durante la primera temporada, preparándome para que saliera al aire el primer episodio. Dijimos [...] «Pasaremos el resto de nuestras vidas juntos. Para bien o para mal». Eva LaRue luego se hizo eco de los sentimientos de Procter, afirmando que ella «estaba triste porque no tuvimos la oportunidad de despedirnos de los fans o de los demás». 
La presidenta de CBS Entertainment, Nina Tassler, emitió un comunicado en el que señaló que «cuando se tomaron en cuenta los presupuestos ligeramente diferentes y las preocupaciones sobre las calificaciones de las escisiones de CSI, no hubo distinción, al menos en términos de números. Estaban muy cerca, mirándolos forense, estaban muy cerca. Era una diferencia indiscernible... era solo cuestión de mirar el horario y lo que se veía mejor». «Al final, Nueva York ganó ese duelo en particular simplemente porque presenta a la ciudad de Nueva York, lo que ayudó a CBS a crear un festival de Nueva York el viernes por la noche».[cita requerida]

## Episodios
CSI Miami tiene sus episodios distribuidos en diez temporadas. La primera comenzó a emitirse en 2002 y la última en 2012. Se transmitieron 232 capítulos transmitidos.[cita requerida]
| Temporada | Temporada | Episodios | Episodios | Emisión original         | Emisión original   |
| Temporada | Temporada | Episodios | Episodios | Primera emisión          | Última emisión     |
| --------- | --------- | --------- | --------- | ------------------------ | ------------------ |
|           | Piloto    | Piloto    | Piloto    | 9 de mayo de 2002        | 9 de mayo de 2002  |
|           | 1         | 24        | 24        | 23 de septiembre de 2002 | 19 de mayo de 2003 |
|           | 2         | 24        | 24        | 22 de septiembre de 2003 | 24 de mayo de 2004 |
|           | 3         | 24        | 24        | 20 de septiembre de 2004 | 23 de mayo de 2005 |
|           | 4         | 25        | 25        | 19 de septiembre de 2005 | 22 de mayo de 2006 |
|           | 5         | 24        | 24        | 18 de septiembre de 2006 | 14 de mayo de 2007 |
|           | 6         | 21        | 21        | 24 de septiembre de 2007 | 19 de mayo de 2008 |
|           | 7         | 25        | 25        | 22 de septiembre de 2008 | 18 de mayo de 2009 |
|           | 8         | 24        | 24        | 21 de septiembre de 2009 | 24 de mayo de 2010 |
|           | 9         | 22        | 22        | 3 de octubre de 2010     | 8 de mayo de 2011  |
|           | 10        | 19        | 19        | 25 de septiembre de 2011 | 8 de abril de 2012 |

## Producción

### Concepto y desarrollo
El 17 de abril de 2002, CBS Television Studios anunció planes para lanzar una serie originalmente titulada CSI: Miami-Dade, un derivado del exitoso procedimiento CSI. Sobre la elección de la ubicación, la cocreadora Carol Mendelsohn declaró que «[ella, Anthony E. Zuiker y Ann Donahue] sintieron que Miami era el lugar con más eventos [...] Miami es tan rica como personaje. Hay tanta agua. Hay tantas culturas diferentes aquí que chocan. Su política es tan interesante. Todo eso le da a Miami una ventaja».[cita requerida]
CBS ordenó 22 episodios de la serie, y Anthony Zuiker afirmó que, si bien tenía la intención de que la serie se viera «ridículamente hermosa», sintió que el «programa no se trataba de mujeres caminando en bikini. Se trata de ciencia». La serie se lanzó como un episodio de la segunda temporada de CSI: Crime Scene Investigation, y originalmente contó con un elenco liderado por Caruso, Procter, Rodríguez, Alexander, con Cochrane. Delaney se unió a la serie luego de la transmisión del episodio piloto.[cita requerida]
La serie es producida por los creadores Carol Mendelsohn, Anthony E. Zuiker y Ann Donahue, y Ann Donahue actuó como show-runner. Jerry Bruckheimer también es productor ejecutivo de la serie. Las estrellas de CSI: Crime Scene Investigation William Petersen y Marg Helgenberger expresaron su disgusto por el lanzamiento de Miami por CBS, y Petersen afirmó que «[ellos] deberían haber esperado cinco años por una escisión de CSI». Helgenberger apoyó los comentarios de Petersen durante un discurso de aceptación del Emmy, señalando que «en lo que a ella respecta, solo hay un CSI». Petersen se refirió en broma a la serie NYPDCSI, ya que inicialmente presentaba a Caruso y Delaney, de NYPD Blue.[cita requerida]

### Reparto
En 2002, el productor ejecutivo de CSI, Anthony Zuiker, comenzó a preparar el reparto para el spin-off con sede en Miami, entonces anónimo. El primer elegido fue Procter, en el papel de Calleigh Duquesne. Una sargento CSI, la cual se especializaría en el área de balística, esta incluye trabajar con cualquier tipo de arma de fuego o corto punzante. El trabajo de la sargento es el que más me llama la atención, siendo ella quién recolecta todo tipo de partículas, residuos, rastros de pólvora, sangre, etc. Con respecto a su decisión de dejar The West Wing y unirse a Miami, Procter afirmó que «fue como elegir entre un novio que quiere estar contigo de manera casual o un hombre que dice te amo». Describió su personaje como «una chica extraña, brillante [...] y muy nerd. Lleva muchos pantalones de pana con corte de botas y collares turquesas y parece una hippie. Solo me gusta fingir que soy Velma en Scooby-Doo».[cita requerida]
Rodríguez, Cochrane y Alexander fueron seleccionados junto a Procter, completando el conjunto de apoyo. Para el liderazgo, CBS sugirió a Caruso. Zuiker, quien declaró que había «oído hablar de la cosa azul de la policía de Nueva York», inicialmente dudaba. Zuiker explicó que «se interpuso y dijo: 'No, no sé nada de este tipo. El programa es lo suficientemente duro como para despegar y no quiero meterme en ningún problema».[cita requerida]
Les Moonves, presidente de CBS, había anunciado en enero que una escisión en Miami era inminente, pero «no fue hasta que, como que, a última hora, realmente comenzamos a ver nuestras opciones sobre quién iba a interpretar a Horatio, [Zuiker, Mendelsohn y Donahue] volvieron a visitar a Caruso. Y [ellos] dijeron: 'Sí, lo haremos salir a cenar, veremos de qué se trata'». Caruso fue luego elegido como Caine. Fue el último miembro del reparto piloto en ser contratado para la serie.[cita requerida]
Siguiendo al piloto de la puerta trasera, Zuiker declaró que creía que la serie «necesitaba un poco más de equilibrio en términos de una mujer protagonista». Los ejecutivos le ofrecieron a Sela Ward el papel de Megan Donner, una teniente y exjefa de Horatio.Ward rechazó el papel, y los productores luego eligieron a Delaney.[cita requerida]
Ann Donahue describió la elección de Delaney como «una obviedad», afirmando que «cuando Kim estuvo disponible, supimos en un santiamén que la queríamos». Zuiker elaboró, señalando que «Kim aporta un nivel de madurez, un nivel de equilibrio con David Caruso [...] Simplemente sentimos que nos faltaba algo en todo el panorama: necesitábamos una mujer fuerte en el reparto». El New York Times informó que el líder original, Procter, «ahora seguiría a la señora Delaney en los créditos».[cita requerida]
A fines de 2002, a pesar de recibir excelentes comentarios de los productores, Delaney dejó el elenco después de diez episodios. CBS emitió un comunicado señalando que el personaje de Delaney se había vuelto menos integral en la serie a medida que avanzaba, «esperaban duplicar las chispas entre William Petersen y Marg Helgenberger en el CSI original», señaló EW, pero la química de Delaney y Caruso era mediocre.  La partida de Delaney permitió que «el perfil de la joven Emily Procter» se elevara al de «mujer protagonista». 
Sofia Milos fue elegida para un papel recurrente para «llenar el vacío» que supuestamente fue creado por la partida de Delaney. En la tercera temporada, Milos fue ascendido a regular de la serie. TV Guide informó que Milos se marcharía después de una temporada como miembro principal del reparto. También en la tercera temporada, Jonathan Togo fue elegido como Ryan Wolfe, un personaje creado para reemplazar a un «miembro del equipo CSI» anónimo que se esperaba «morir en el cumplimiento del deber». Este miembro del reparto fue anunciado más tarde como Rory Cochrane.[cita requerida]
El 10 de abril de 2006, Ann Donahue anunció que los miembros recurrentes del elenco Rex Linn y Eva LaRue también se unirían al elenco principal, después de aparecer varias veces desde la primera y la cuarta temporadas, respectivamente. El cuarto miembro principal del reparto en dejar la serie fue Khandi Alexander, en la sexta temporada de la serie. Alexander fue reemplazado por Megalyn Echikunwoke, quien partió después de una sola temporada. Adam Rodríguez partió en la octava temporada, aunque regresó en la novena temporada. Durante la partida temporal de Rodríguez, Eddie Cibrian apareció como un habitual de la serie,  aunque en junio de 2010 fue despedido de su contrato. Omar Miller también se unió al elenco en la octava temporada.[cita requerida]

### Ubicaciones
CSI: Miami se filmó principalmente en California. Las escenas de interiores se rodaron en Raleigh Manhattan Studios en Manhattan Beach, California. La mayoría de las escenas al aire libre se filmaron en Long Beach, así como en partes de Manhattan Beach y Redondo Beach. Las áreas de playa de Marina Green Park y Rainbow Lagoon Park en el centro de Long Beach a menudo se usaban para otras escenas al aire libre, ya que los condominios de gran altura recién construidos allí daban la apariencia de estar en Miami.[cita requerida]
La pasarela esculpida que rinde homenaje a la antigua montaña rusa Pike se puede ver de fondo en los episodios «Wrecking Crew» y «Under The Influence». Las imágenes del Palacio de Justicia de Biscayne, visible de manera prominente en el episodio «Recoil», entre otros, se filmaron en el Water Garden Park en Santa Mónica, en 34.028728, −118.471331.[cita requerida]
Se utilizaron otros lugares de Long Beach, como el distrito de Naples, cuyos canales y casas de lujo con grandes muelles para botes y palmeras imparten una atmósfera similar a la de Miami. El edificio utilizado para tomas exteriores del laboratorio criminalístico del Departamento de Policía de Miami-Dade es en realidad la sede de la Cooperativa de Crédito Federal SkyOne, ubicada en 14600 Aviation Boulevard en Hawthorne, California.[cita requerida]
También se filmaron muchas tomas de exteriores en el condado de Miami-Dade, Florida, incluidos Coconut Grove, Coral Gables y Miami Beach.[cita requerida]

### Música
El tema principal de CSI: Miami es «Won't Get Fooled Again», escrito e interpretado por The Who,  quienes también interpretan los temas musicales de CSI: Crime Scene Investigation, CSI: NY y CSI: Cyber. Antes de los créditos iniciales, Horatio Caine ofrece una «frase única», o broma, relacionada con el crimen cometido.[cita requerida]

## Crossover
Dentro de la franquicia CSI, la serie ambientada tierra blanca Miami es la que más veces ha trabajado con sus homólogos (dos veces con cada una).
El primero de ellos fue el que dio origen a CSI: Miami en un episodio de la segunda temporada de CSI: Las Vegas titulado «Cruce de jurisdicciones», emitido originalmente el 9 de mayo de 2002.
En la segunda temporada tendría lugar un «crossover» que daría origen a CSI: Nueva York («MIA/NYC NonStop»). Se vuelven a cruzar por segunda vez con CSI: Nueva York, en la cuarta temporada, en el episodio «Felony Flight», en el que Mac Taylor viaja a Miami para asistir al Teniente Horatio Caine, en la búsqueda de un enemigo común y continua en CSI: New York en la 2.ª temporada en el episodio «Manhattan Manhunt».
En la octava temporada el equipo vuelve a encontrarse con sus homólogos de Las Vegas, formando parte de un triple crossover en el que el Doctor Langstom se desplaza a Miami y Nueva York antes de resolver finalmente el caso en Las Vegas.

## Reparto
| Nombre                            | Interpretado por      | Ocupación                                                        | Temporadas | Temporadas | Temporadas | Temporadas | Temporadas | Temporadas | Temporadas | Temporadas | Temporadas | Temporadas |
| Nombre                            | Interpretado por      | Ocupación                                                        | 1          | 2          | 3          | 4          | 5          | 6          | 7          | 8          | 9          | 10         |
| --------------------------------- | --------------------- | ---------------------------------------------------------------- | ---------- | ---------- | ---------- | ---------- | ---------- | ---------- | ---------- | ---------- | ---------- | ---------- |
| Teniente Horatio Caine            | David Caruso          | CSI nivel 3, supervisor del turno de día                         | Principal  | Principal  | Principal  | Principal  | Principal  | Principal  | Principal  | Principal  | Principal  | Principal  |
| Sargento Calleigh Duquesne        | Emily Procter         | CSI nivel 3, asistente de supervisor del turno de día            | Principal  | Principal  | Principal  | Principal  | Principal  | Principal  | Principal  | Principal  | Principal  | Principal  |
| Detective Eric Delko              | Adam Rodríguez        | CSI nivel 3                                                      | Principal  | Principal  | Principal  | Principal  | Principal  | Principal  | Principal  | Recurrente | Principal  | Principal  |
| Dr. Alexx Woods                   | Khandi Alexander      | Médica forense (dimisión)                                        | Principal  | Principal  | Principal  | Principal  | Principal  | Principal  | Invitado   | Invitado   |            |            |
| Detective Timothy «Speed» Speedle | Rory Cochrane         | CSI nivel 3 (fallecido)                                          | Principal  | Principal  |            |            |            | Invitado   | Invitado   |            |            |            |
| Teniente Megan Donner             | Kim Delaney           | CSI nivel 3, asistente de supervisor del turno de día (dimisión) | Principal  |            |            |            |            |            |            |            |            |            |
| Detective Ryan Wolfe              | Jonathan Togo         | CSI nivel 3                                                      |            |            | Principal  | Principal  | Principal  | Principal  | Principal  | Principal  | Principal  | Principal  |
| Detective Yelina Salas            | Sofia Milos           | Detective de Homicidios                                          | Recurrente | Recurrente | Principal  |            | Invitado   | Invitado   | Invitado   |            |            |            |
| Sargento Frank Tripp              | Rex Linn              | Sargento de Homicidios de la Policía de Miami-Dade               | Recurrente | Recurrente | Recurrente | Recurrente | Principal  | Principal  | Principal  | Principal  | Principal  | Principal  |
| Detective Natalia Boa Vista       | Eva LaRue             | CSI nivel 3                                                      |            |            |            | Recurrente | Principal  | Principal  | Principal  | Principal  | Principal  | Principal  |
| Dr. Tara Price                    | Megalyn Echikunwoke   | Médica forense (arrestada)                                       |            |            |            |            |            |            | Principal  |            |            |            |
| Oficial Walter Simmons            | Omar Benson Miller    | CSI nivel 1                                                      |            |            |            |            |            |            | Recurrente | Principal  | Principal  | Principal  |
| Jesse Cardoza                     | Eddie Cibrian         | CSI nivel 2 (fallecido)                                          |            |            |            |            |            |            |            | Principal  | Invitado   |            |
| Sam Belmontes                     | Cristian de la Fuente | CSI de laboratorio                                               | Invitado   | Invitado   | Invitado   | Invitado   | Invitado   | Invitado   | Invitado   | Invitado   | Invitado   | Invitado   |

### Personajes principales
|  | Horatio Caine, CSI nivel 3. Supervisor del turno de día Interpretado por David Caruso. El teniente Horatio Caine está al cargo del laboratorio criminalista de Miami Dade. Anteriormente fue detective de homicidios en Nueva York, analista forense y artificiero. Actúa como un claro líder y protector de su equipo, cuyos componentes y amigos se refieren a él como «H», la forma abreviada de «con H de Honradez». Es un excelente tirador, y no duda en ejercitar esa facultad si es necesario. Su actitud es grave, directa y sin rodeos. Del mismo modo demuestra unas dotes especiales para comunicarse con los niños que han sufrido alguna experiencia traumática. Estaba profundamente enamorado de Yelina Salas (Sofia Milos), la bella esposa de su hermano Raymond, pero ella se fue a Río de Janeiro con su marido, al cual anteriormente se lo creía muerto. Posteriormente, Horatio estuvo brevemente casado con Marisol Delko (Alana de la Garza), curiosamente, de notable parecido con Yelina, el amor imposible de Horatio. Marisol fue asesinada por un Mala Noche al final de la temporada 4. En el primer capítulo de la sexta temporada (llamado «Dangerous Son», en español «Hijo Peligroso») Horatio descubre que tiene un hijo llamado Kyle Harmon que es sospechoso de un crimen. Este, tras pasar una temporada en la cárcel, se encuentra en la actualidad en Afganistán, sirviendo en el Ejército. |
|  | Calleigh Duquesne, CSI Nivel 3. Asistente de supervisor del turno de día Interpretada por Emily Procter. Calleigh es una brillante científica, experta en balística. Su padre es alcohólico, y ha intentado en varias ocasiones rehabilitarse. Su pasado quizá la predestinó, ya que sus padres actuaron en muchas ocasiones al margen de la ley, y ella misma fue delincuente en su adolescencia, pero tuvo la capacidad de dejar este pasado atrás y graduarse en la Universidad. Sus ansias por aprender, su entusiasmo y sus antecedentes con las armas la llevaron rápidamente de la vida criminal a la policía forense de Miami. En la séptima temporada Calleigh comienza una relación con su compañero Eric Delko. Durante la novena temporada, y debido al embarazo de la actriz que interpreta a Calleigh Duquesne, las actuaciones de la detective son esporádicas y está ausente en algunos episodios. |
|  | Eric Delko, CSI nivel 3 Interpretado por Adam Rodríguez. Delko es de origen cubano y llegó a Florida cuando aún estaba en el vientre de su madre. Delko es un atleta natural, se destacó como nadador en la Universidad de la Florida. Después de entender que su sueño de ganar una medalla olímpica no se cumpliría nunca, se dedicó a la academia de policía, para entrar posteriormente en el equipo de CSI de Miami. Su hermana menor, Marisol Delko, llegó a casarse con Horatio Caine, siendo asesinada poco después (Temporada cuatro). En la quinta temporada viaja a Río de Janeiro (Brasil) con Horatio para vengarla. En la séptima temporada, y tras sufrir un atentado, conoce a su verdadero padre, Alexander Sharova, que había sido quien había planeado el atentado. Tras descubrir que era obligado a cometer crímenes, intenta ayudar a su padre a escapar. Delko abandona el equipo en la octava temporada y es reemplazado por Jesse Cardoza, aunque sigue apareciendo en diversos casos como colaborador del Laboratorio. En la novena temporada recupera su antiguo puesto como CSI. |
|  | Ryan Wolfe, CSI nivel 3 Interpretado por Jonathan Togo. El equipo liderado por Horatio Caine contará en su tercera temporada con la incorporación de un nuevo agente, el detective Ryan Wolfe para cubrir la baja de Tim Speedle, que falleció en el primer episodio durante un tiroteo. Es un oficial de patrulla de la policía de Miami, inteligente y con gran capacidad de liderazgo cuya especialidad es la genética. Su rápida reacción en un accidente hace que Horatio quede impresionado y poco a poco se fue uniendo al equipo de C.S.I. Wolfe no solo tendrá que demostrar que puede hacer bien su trabajo. Al principio se vio con problemas con las apuestas esto le ocasiona una suspensión administrativa que superó posteriormente volviendo al equipo C.S.I. |
|  | Natalia Boa Vista, CSI nivel 1 Interpretada por Eva LaRue. Durante la temporada cuatro, Natalia fue un personaje recurrente de la serie, una víctima de malos tratos de su marido Nick Townsend (Rob Estes). Su asociación con las mujeres maltratadas ayudó al equipo de CSI resolver el asesinato de una mujer que fue asesinada por su exmarido en «Colisión». Natalia Boa Vista es una analista de ADN, inicialmente asignada solo para trabajar en frío o sin resolver los casos, aunque esto fue, hasta el final de la cuarta temporada, solo una tapa para ella. Al final de la cuarta temporada, se reveló que Natalia era una informante del FBI asignada para ayudar a construir un caso contra Horatio Caine. Esto generó algunos enojos por parte del equipo de CSI, pero ella después deja ese trabajo y la aceptan como miembro permanente de CSI, del que forma parte desde la quinta temporada. |
|  | Walter Simmons, CSI nivel 1 Interpretado por Omar Benson Miller. Procedente del turno de noche, Walter Simmons se incorpora al equipo de Horatio Caine al comienzo de la octava temporada, colaborando en un principio como experto en robos de arte. Mantiene una estrecha relación de amistad con Jesse Cardoza, un antiguo CSI que retorna a Miami sustituyendo a Eric Delko mientras este abandona el Laboratorio. |
|  | Frank Tripp, detective de Homicidios de la Policía de Miami-Dade Interpretado por Rex Linn. Frank es un detective en la División de Homicidios del Departamento de Policía del Condado de Miami-Dade, en CSI: Miami. Con frecuencia acompaña a Horatio Caine y su equipo de CSI a la escena del crimen, los ayuda en el servicio de las órdenes de cateo o registro. Tiene un gran conocimiento de los procedimientos forenses y respeta los esfuerzos y los resultados del equipo de CSI (en comparación con su homólogo en CSI: Crime Scene Investigation, el Capitán Jim Brass). En consecuencia, tiene una buena relación de trabajo con todos los CSI, en particular con Calleigh Duquesne. En el primer capítulo de la sexta temporada aparece uniformado y explica que se debe a que ha aprobado el examen de sargento de la Policía de Miami Dade, otorgándosele los galones correspondientes. |

### Personajes recurrentes
- Rick Stetler (David Lee Smith). Temporada 2-10. Enemigo de Horatio en el trabajo y también en el amor. Caine siempre detestó a Stetler, especialmente, desde que este tuvo una relación amorosa con Yelina Salas, la mujer a la que Horatio amaba. Cuando ella aparece cierta vez con un ojo morado, Horatio se da cuenta de que Stetler era el responsable, entonces, Caine le dijo: «Si la vuelves a tocar, te mataré» (temporada 3, episodio 07 «Crime Wave»).
- Maxine Valera (Boti  Bliss). Temporada 2-8: Analista de ADN. Fue suspendida temporalmente de sus funciones en la temporada 3 por errores técnicos y fue reintegrada luego de la Temporada 4. Ella tiene una mala costumbre de tomar atajos con la evidencia, lo que provocó su suspensión y también la trajo bajo sospecha cuando el laboratorio fue investigado por el FBI (episodio 425, «One of Our Own»). Ella va a una cita con el exmarido de Natalia Boa Vista, Nick Townsend, y piensa que ella es su asesino después de que él es asesinado, aunque esta hipótesis es resultó ser falsa. Jake Berkley (que investigó el caso) seguía insistiendo en que Natalia y ella lo habían matado, a pesar de que Townsend fue brutalmente golpeado hasta la muerte. Ella y Natalia se aclararon, sin embargo, cuando se reveló que la muerte de Nick Townsend está relacionado con el caso de Lauren Sloan y su esposo Jeff Murdock. Jeff mató a Nick para recuperar el pendiente de su esposa (episodio 512, «Asuntos Internos»). Su última aparición fue en «Delko para la Defensa».
- Aaron Peters (Armando Valdes-Kennedy). Temporada 2-10
- Erica Sykes (Amy Laughlin). Temporada 3-10
- Kyle Harmon (Evan Ellingson). Temporada 6-10
- Tom Loman (Christian Clemenson). Temporada 8-10

### Antiguos personajes
- CSI Nivel 3 Tim Speedle (Rory Cochrane). Timothy (Tim) Speedle forma parte del equipo del CSI en las dos primeras temporadas, hasta que es asesinado al comenzar la tercera temporada como consecuencia de haberse encasquillado su arma reglamentaria en un tiroteo en una joyería. Tim nació en Siracusa. Su padre tuvo una cadena de restaurantes, gracias a los cuales, nunca tuvo problemas económicos. Su madre trabajó de asistente social lo cual se verá reflejado en la actitud de Tim. En la sexta temporada aparece como personaje recurrente, como producto de una alucinación de Eric Delko. Además, aparece en el primer capítulo de la serie en su octava temporada («Out of time»), en el flashback que los lleva a 1997.
- CSI Nivel 2 Jesse Cardoza (Eddie Cibrian). Fue un oficial de policía de Los Ángeles, quien fue transferido a Miami, (en «Out of Time»). Aparece trabajando en Miami-Dade y luego transferido a Los Ángeles, regresa a Miami-Dade en el capítulo 2 «Hostile Takeover» de la octava temporada, en la que formará parte del equipo ocupando el puesto de Delko. Murió cuando el laboratorio fue llenado de gas halón debido a una manipulación del sistema de ventilación.
- Doctora Alexx Woods (Khandi Alexander). Médico Forense durante las seis primeras temporadas. Tras abandonar el laboratorio en el episodio 140 (Rock and a Hard place), aparece como personaje recurrente en las temporadas siete y ocho. Fue culpada injustamente del error de otro cirujano, abandonando la práctica de la medicina en su ciudad natal y se incorporó como ayudante de forense en Nueva York, antes de ser llamada a trabajar en el CSI de Miami. Alexx tenía una forma muy particular de hablarle a los muertos que requerían sus autopsias. Al descubrirse que su hijo estuvo involucrado en un crimen, ella le dice a Horatio que debe «ocuparse de la casa», a lo cual él responde que las puertas siempre estarán abiertas para ella. Después de abandonar a CSI, Woods trabaja como médico del Dade Memorial Hospital, en donde asiste a Delko en la octava temporada, luego de que este recibiera un balazo por accidente de Calleigh y chocara su vehículo al salvar a su padre de un tiroteo, en la misma temporada atiende a la CSI Duquense quién sufre de una asfixia severa luego de asistir a un incendio.
- CSI Nivel 3, supervisor de asistente Megan Donner (Kim Delaney). Trabaja en el CSI únicamente en la primera temporada, abandonando el equipo tras el asesinato de su esposo.
- Doctora Tara Price (Megalyn Echikunwoke). Médico forense durante la séptima temporada, reemplazando a Alexx Woods. Se vuelve adicta a un medicamento, alterando pruebas con tal de conseguirlo, por lo que finalmente es encarcelada.

## Recepción
Las reseñas de CSI: Miami son generalmente positivas, y el sitio web Metacritic califica la serie como 63 de 100 según 30 reseñas, lo que constituye una respuesta «generalmente favorable». En 2002, Ann Hodges de The Houston Chronicle declaró que «el clon podría resultar mejor que el original», mientras que Aaron Barnhart de The Kansas City Star comentó que CSI: Miami «simplemente se siente como el programa que CSI debería haber estado todo el tiempo».  Tim Goodman señaló que «probablemente no haya un mayor ganador en el calendario de otoño que CSI: Miami», y lo describió como «por sí solo, un espectáculo muy bueno». 
Después del final de la serie, Nina Tassler le dio crédito a CSI: Miami por ser un «actor clave en el ascenso de CBS a la cima», afirmando que la serie «deja un legado televisivo asombroso: una apariencia y estilo característicos [y] popularidad global». CBS News describió a CSI: Miami como «uno de los mayores éxitos de la televisión». 

Brendan Bernhard de The New York Sun declaró que, con repetición de visitas,
«Los gestos del señor Caruso se vuelven menos molestos que tranquilizadores a medida que se funden en todos esos patrones hipnóticos de sombras y luces, y sus facultades críticas se funden con ellos. Es como un espectáculo inmobiliario con personajes y una trama, y puede engancharlo. Los entornos prístinos, las impresionantes vistas aéreas de puertos y yates, las hermosas casas y los pisos bruñidos, y luego... un destello de ira, un chorro de sangre. En ese momento, ingrese el investigador principal de Miami-Dade, el teniente Horatio Caine, policía más popular del mundo. Y no por casualidad, un estadounidense». 
Tim Goodman declaró que «Caruso les recuerda a todos por qué es bueno en la pantalla chica, como el confiado, desapasionado y un poco cínico Horacio». Nina Tassler luego le dio crédito a Caruso por liderar un reparto talentoso durante «diez temporadas excepcionales». De manera similar, Goodman describió la interpretación de Delaney de Megan Donner como «lo suficientemente atrevida para seguir el ritmo de [Caruso]» y The Chicago Tribune acredita a Delaney por liderar un «elenco fuerte» y una «serie hábilmente producida». SF Gate comentó que se le debería atribuir el mérito de «salvar [una nueva serie] nueva». En 2006, BBC News publicó un artículo en el que afirmaba que CSI: Miami era la serie de televisión más popular del mundo. El artículo cita un estudio, realizado por Informa y publicado por la revista Radio Times, que recopiló datos de visualización de televisión en 20 países, revelando que CSI: Miami apareció en más listas de visualización de los 10 primeros que cualquier otra serie. Adam Thomas, el gerente de investigación de medios responsable del estudio, explicó:
«El objetivo de nuestra investigación era encontrar el programa de mayor éxito en todo el mundo en términos de atraer espectadores. Por lo tanto, no nos preocupaban los programas que se desempeñaban extremadamente bien en un número relativamente pequeño de mercados. CSI: Por lo tanto, Miami fue nombrado el programa más popular porque figuraba en la clasificación de los diez primeros países de 2005 que cualquier otro». 